# Ovtsharenkoia
Ovtsharenkoia là một chi nhện trong họ Hersiliidae.